# Madchat (Inspecteur Gadget)
Pour les articles homonymes, voir Madchat.
Madchat est le chat du Docteur Gang (chef de l'organisation M.A.D.). Tous deux sont des personnages de fiction de la série télévisée d'animation Inspecteur Gadget.
Madchat est un personnage remarqué dans la série, toujours situé à côté du bras du Docteur Gang. Très joueur, il lui arrive parfois de chercher à attraper la main de son maître ou un objet que celui-ci est en train de manipuler. Il sert parfois de souffre-douleur lorsque son maître s'énerve parce que ses plans ne se déroulent pas comme prévu.

## Source d'inspiration
Ce chat et son maître sont inspirés des films James Bond : le chat d'Ernst Stavro Blofeld, le chef du SPECTRE, notamment dans le film Bons baisers de Russie. Ce chat inspirera plus tard monsieur Grandbigleux, le chat du Docteur Denfer, ennemi d'Austin Powers.